# Super Bowl VI
Super Bowl VI var den sjette udgave af Super Bowl, finalen i den amerikanske football-liga NFL. Kampen blev spillet 16. januar 1972 på Tulane Stadium i New Orleans og stod mellem Dallas Cowboys og Miami Dolphins. Cowboys vandt 24-3, og tog dermed sin første Super-Bowl sejr.
Kampens MVP (mest værdifulde spiller) blev Cowboys quarterback Roger Staubach.
| NFL | Spire Denne artikel om NFL er en spire som bør udbygges. Du er velkommen til at hjælpe Wikipedia ved at udvide den. |